# Station Witaszyce Wąskotorowe
Station Witaszyce Wąskotorowe is een spoorwegstation in de Poolse plaats Witaszyce.